# Masters de París 1993
El Masters de París 1993 fue un torneo de tenis jugado sobre moqueta. Fue la edición número 22 de este torneo. Se celebró entre el 1 de noviembre y el 8 de noviembre de 1993. 

## Campeones

### Individuales masculinos
Goran Ivanišević vence a  Andriy Medvedev 6–4, 6–2, 7–6.

### Dobles masculinos
Byron Black /  Jonathan Stark vencen a  Tom Nijssen /  Cyril Suk, 7–6, 6–4.
| Predecesor: París 1992 | Masters de París 1993 | Sucesor: París 1994 |